# Федь Федорців
Федорців Федь (псевдонім — Д. Долинський, Б. Данчицький; 1 грудня 1889, Долина — 5 березня 1930, Львів) — визначний український галицький журналіст, публіцист, студентський та громадський діяч.

## Біографія

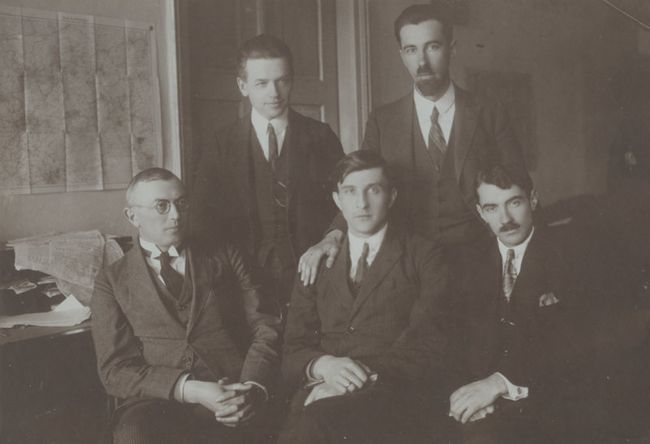
Редакція газети Діло. З права до ліва — сидять Василь Мудрий, Роман Купчинський, Іван Кедрин-Рудницький; стоять — Федь Федорців та Михайло Рудницький. 1920-ті.

Родом з села Долина Тлумацького повіту. Працював у Львові. Видавець і редактор «Новітньої Бібліотеки» (1912—1923), член управи і редактор видавництва «Ізмарагд» (з 1923), редактор журналу «Шляхи» (1915—1918) і «Життя і Мистецтво» (1920), щоденників «Нове Слово» (1915) та 1918—1927 (з перервами) головний редактор газети «Діло», з 1928 року член його редакційної колегії; одночасно, з 1929 року, співробітник журналу «Нові шляхи».
Ініціював і з успіхом провадив у пресі різні ударні кампанії: за створення при товаристві «Просвіта» видавничого фонду «Учітеся, брати мої», за допомогу Галичини голодній Україні та інших. Був співзасновником Української Народної Трудової Партії і її секретарем (1923), пізніше член УНДО.
Помер у Львові 5 березня 1930 року. Похований на Личаківському цвинтарі, поле № 75.

## Літературний спадок
- Д. Долинський. Крик життя. Боротьба Українського народу за долю і незалежність (Огляд подій за 1918 і 1919) // Серед бурі: літературний збірник. — Львів, 1919. — С. 190—295.